# Provincia de Esmirna
La provincia de Esmirna (en turco: İzmir, contracción de su antiguo nombre griego Σμύρνη, Smýrni «Smyrna») es una de las 81 divisiones territoriales de Turquía. Se encuentra en la región del Egeo y está administrada por un gobernador designado por el Gobierno central. En 2017 la provincia tenía una población de 4 279 677 habitantes.

## Distritos (ilçeler)
| - Aliağa - Balçova - Bayındır - Bayraklı - Bergama - Beydağ - Bornova, - Buca - Çeşme, - Çiğli | - Dikili - Foça - Gaziemir - Güzelbahçe - Karabağlar - Karaburun - Karşıyaka - Kemalpaşa - Kınık - Kiraz | - Konak - Menderes - Menemen - Narlıdere - Ödemiş - Seferihisar - Selçuk - Tire - Torbalı - Urla |